# Aptesis yosemite
Aptesis yosemite är en stekelart som beskrevs av Henry Keith Townes, Jr. 1962. Aptesis yosemite ingår i släktet Aptesis och familjen brokparasitsteklar. Inga underarter finns listade.